# Shane de Silva
Shane de Silva (1972. szeptember 22. –) Trinidad és Tobagó-i nemzetközi labdarúgó-játékvezető.

## Pályafutása
Krikettjátékosként 2003–2005 között 18 alkalommal, mint balkezes ütőjátékos és balkezes lassú dobó szerepelt a karib-térségi női krikett-válogatottban egynapos nemzetközi mérkőzéseken: ezalatt 173 futást és 7 kaput szerzett. 2005-ben a CONCACAF JB elnöksége felszólította, hogy döntsön a krikett és a játékvezetés között. A játékvezetést választotta.
Játékvezetésből 1994-ben vizsgázott. A Trinidad és Tobagó-i labdarúgó-szövetség Játékvezető Bizottságának (JB) minősítésével a TT Pro League játékvezetője. Küldési gyakorlat szerint rendszeres 4. bírói szolgálatot is végzett. A nemzeti női labdarúgó bajnokságban kiemelkedően foglalkoztatott bíró. A nemzeti játékvezetéstől 2011-ben vonult vissza.
A Trinidad és Tobagó-i labdarúgó-szövetség JB terjesztette fel nemzetközi játékvezetőnek, a Nemzetközi Labdarúgó-szövetség (FIFA) 2002-től tartja nyilván női bírói keretében. A FIFA JB központi nyelvei közül a angolt beszéli. Több nemzetek közötti válogatott (Női labdarúgó-világbajnokság, Olimpiai játékok), valamint  klubmérkőzést vezetett, vagy működő társának 4. bíróként segített. A  nemzetközi játékvezetéstől 2011-ben búcsúzott.
A 2006-os U20-as női labdarúgó-világbajnokságon a FIFA JB bíróként alkalmazta.
| Időpont             | Helyszín                        | Mérkőzés típusa              | Mérkőzés                | Eredmény | Nézők száma |
| ------------------- | ------------------------------- | ---------------------------- | ----------------------- | -------- | ----------- |
| 2006. augusztus 18. | Torpedo Stadion, Moszkva        | csoportmérkőzés (A. csoport) | Franciaország–Argentína | 5 – 0    | 250         |
| 2006. augusztus 21. | Gyinamo Stadion, Moszkva        | csoportmérkőzés (C. csoport) | Svájc–Észak-Korea       | 0 – 4    | 600         |
| 2006. augusztus 23. | Podmoskovie Stadion, Scsiolkovo | csoportmérkőzés (A. csoport) | Brazília–Új-Zéland      | 1 – 1    | 500         |

A 2008. évi nyári olimpiai játékok labdarúgó tornáján a FIFA JB bírói szolgálatra alkalmazta.
| Időpont             | Helyszín                           | Mérkőzés típusa              | Mérkőzés            | Eredmény | Nézők száma |
| ------------------- | ---------------------------------- | ---------------------------- | ------------------- | -------- | ----------- |
| 2008. augusztus 6.  | Senjangi Olimpiai Stadion, Senjang | csoportmérkőzés (F. csoport) | Észak-Korea–Nigéria | 1 – 0    | 24 084      |
| 2008. augusztus 12. | Sanghaj Stadion, Senjang           | csoportmérkőzés (G. csoport) | Norvégia–Japán      | 1 – 5    | 16 862      |

2005-ben a Tobagó és Trinida-i labdarúgó-szövetség JB az Év Játékvezetője címmel ismerte el felkészültségét. 2006-ban első nőként a TT Pro League vezetői megválasztották az Év Játékvezetőjének.